# بهار تابستان پاییز زمستان
بهار تابستان پاییز زمستان (春夏秋冬) یک مجموعه مانگا تن‌کامگی رمانتیک و یوری ژاپنی است که توسط ایکی ایکی نوشته شده و میکیو تسودا آن را مصورسازی کرده‌است. این مجموعه به تعداد یک جلد نخستین بار در آوریل ۲۰۰۷، و توسط انتشارات ایچیجینشا در مجله‌های یوری شیمای و کامیک یوری هیمه به چاپ رسید.

## شخصیت‌ها
- هاروکا

صداگذاری: یوکاری تامورا
- آکیهو

صداگذاری: ریوکو شینتانی
- فویوکا

صداگذاری: مامیکو نوتو
- ناتسوکی

صداگذاری: آیاکو کاواسومی
- ریکو

صداگذاری: تووکو کاواکامی
- آیانو

صداگذاری: مگومی ناسو

## بازخوردها
در مانگا نیوز، کارکنان به آن امتیاز ۱۵ از ۲۰ را دادند. در مانگا سنکچوری، یکی از اعضای هیئت به آن امتیاز ۴ از ۱۰ را داد. در انیمه لند، کارکنان آن را به آن امتیاز جالب ۴ از ۶ را دادند. اریکا فریدمن به آن امتیاز کلی ۸ را داد و گفت: «من فکر نمی‌کنم این اثر قویترین کارشان باشد، اما من واقعاً از این همه مهارت قدردانم.»